# Gella-patak
A Gella-patak a Bakonyban ered, Herend északi határában, Veszprém vármegyében. A patak a Magas-Börc völgyeiben található forrásvidékétől kezdve északi irányban halad, majd a Fekete-Hajagot megkerülve eléri a Gerence-patakot.Mellékvize a Fekete-Séd, melynek nevében a Séd utótag a mára már a köznyelvből kikopott, ám Veszprém vármegyének ezen a részén még használatos séd, azaz patak jelentéssel bír.

## Part menti település
A patak mentén nem található lakott település. 